# Kolföreningar
Kolföreningar är kemiska föreningar där kol ingår. De flesta kolföreningar räknas till den organiska kemin. Själva grundämnet kol, koloxider, karbider, karbonatsalter med mera räknas till oorganisk kemi. Några vanligt använda kolföreningar är etanol (vanlig sprit) (C2H5OH) och kolväten som metan (CH4). Allt material från växt- och djurlivet innehåller kol. I luften finns 0,03–0,04% koldioxid (CO2).

## Ämnesklasser, funktionella grupper och nomenklatur

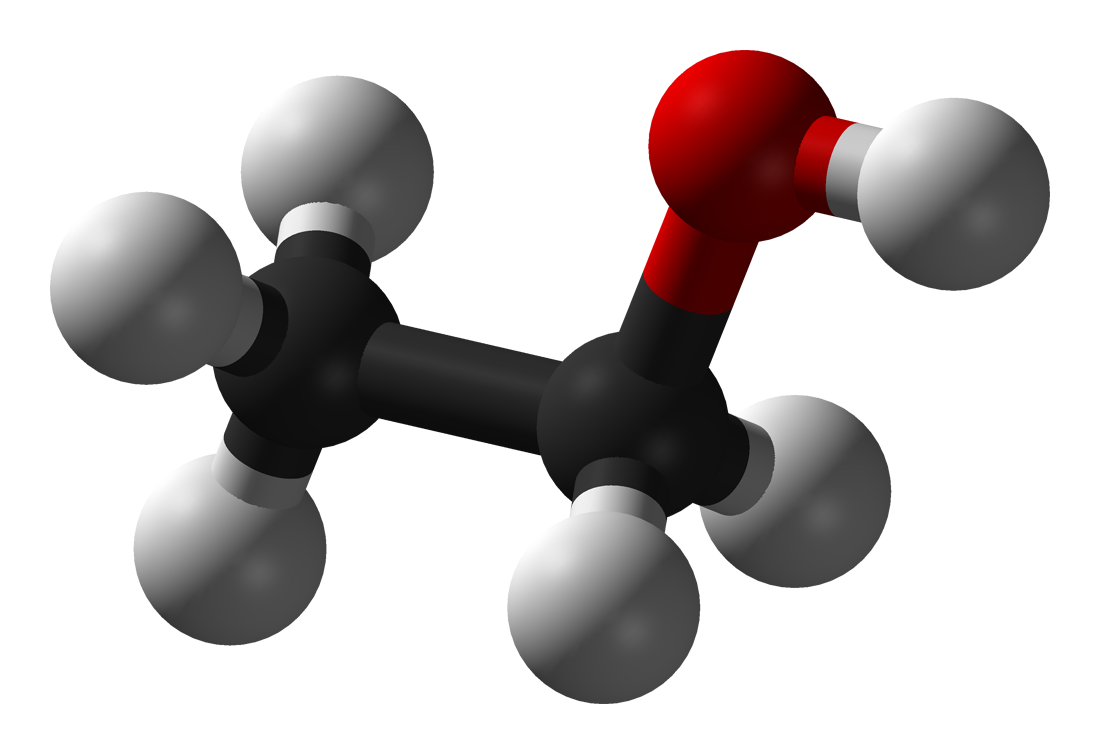
Strukturmodell på alkoholen etanol (C_{2}H_{5}OH)

### Kolväten

#### Funktionell grupp
Kolkedjor innehållande endast kol- och väteatomer.
- Alkaner, kolkejdor med endast enkelbindningar (-C-) som funktionell grupp. Alkaner är mättade föreningar. Allmän formel: R-C-R′[2]
- Alkener, kolkejdor med minst en dubbelbindning (-C=C-) som funktionell grupp. Alkener är omättade föreningar. Allmän formel: R-C=C-R′[3]
- Alkyner, kolkejdor med minst en trippelbindning (-C{\displaystyle \equiv }C-) som funktionell grupp. Alkyner är omättade föreningar. Allmän formel: R-C{\displaystyle \equiv }C-R′[4]
- Cykloalkaner, alkaner som har slutits samman en ringstruktur. Allmän formel: CnH2n[5]
- Halogenalkaner, alkaner där substituenten är en halogen.

#### Nomenklatur
- Alkaner har ändelsen -an. Exempel: Butan
- Alkener har ändelsen -en. Exempel: Buten
- Alkyner har ändelsen -yn. Exempel: Butyn
- Cykloalkaner har prefixet "cyklo" följt av kolvätet. Exempel: Cyklopentan
- Halogenalkaner har prefixet av halogenen följt av kolvätet. Exempel: Klormetan

### Aromatiska kolväten

#### Funktionell grupp
Kolkedjor som bygger på ett grundskelett med ringstruktur innehållande delokaliserade elektroner.
- Aromatiska alkoholer (fenoler), aromatiska kolväten där subsituenten är en alkohol eller en hydroxylgrupp.
- Aromatiska aminer, aromatiska kolväten där subsituenten är en amin eller en amingrupp.
- Aromatiska halogenider, aromatiska kolväten där subsituenten är en halogenid.
- Aromatiska karboxylsyror, aromatiska kolväten där subsituenten är en karboxylsyra eller karboxylgrupp.[6]

#### Nomenklatur
Namnges på samma sätt som kolväten, men ändelsen är -bensen. Exempel: Metylbensen.

### Alkoholer

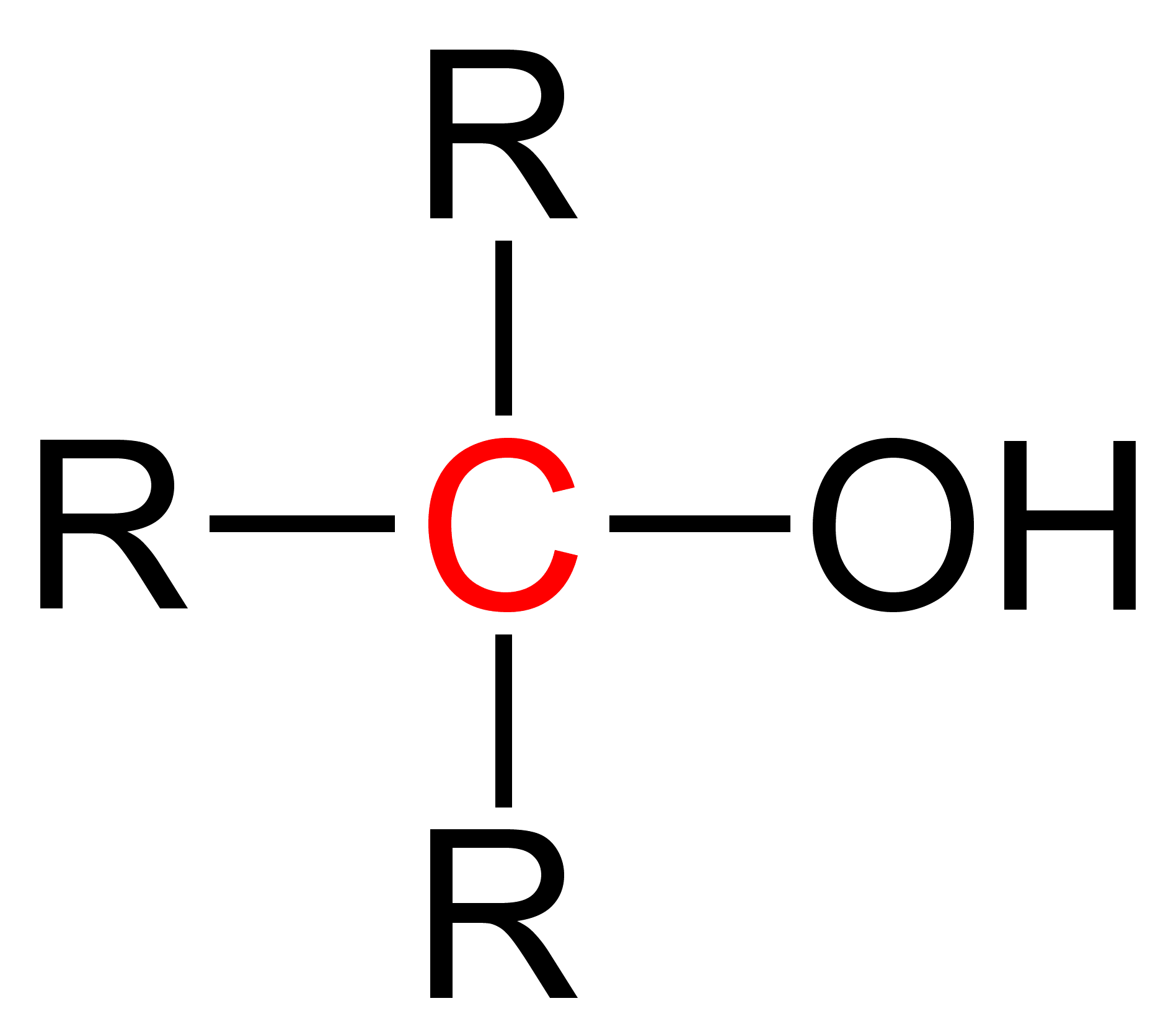
Strukturformel för en allmän tertiär alkohol.

#### Funktionell grupp
Kolkedjor med minst en hydroxylgrupp (-OH) som funktionell grupp. Allmän formel: R-OH
- Primära alkoholer, en alkohol där kolet bundet till hydroxylgruppen binder till en kolkedja eller en väteatom. Allmän formel: R-OH
- Sekundära alkoholer, en alkohol där kolet bundet till hydroxylgruppen binder två andra kolkedjor. Allmän formel: R-C(OH)-R′
- Tertiära alkoholer, en alkohol där kolet bundet till hydroxylgruppen binder till tre andra kolkedjor. Allmän formel: R-C(OH)R′-R″[7]

#### Nomenklatur
Alkoholer har ändelsen -ol och kolatomen där hydroxylgruppen(erna) är bunden måste anges. Exempel: 2-butanol

### Etrar

#### Funktionell grupp
Två kolkedjor som binds samman med hjälp av en syreatom, kallas etergrupp (-O-). Allmän formel: R-O-R′

#### Nomenklatur
Etrar har ändelsen -eter och kolvätena anges i bokstavsordning och på vilket kol eterbindning är bunden. Exempel: Etyl-2-propyleter

### Tioler

#### Funktionell grupp
Kolkedjor med minst en sulfhydrylgrupp (-SH) som funktionell grupp. Allmän formel: R-SH

#### Nomenklatur
Tioler har ändelsen -tiol och kolatomen där sulfhydrylgruppen(erna) är bunden måste anges. Exempel: 2-butantiol

### Disulfider

#### Funktionell grupp
Kolkedjor med minst en disulfidbindning (-S-S-) som funktionell grupp. Allmän formel: R-S-S-R′

#### Nomenklatur
Disulfider har ändelsen -disulfid och kolvätena anges i bokstavsordning och på vilket kol disulfidbindningen är bunden. Exempel: Etyl-3-pentyldisulfid

### Aminer

#### Funktionell grupp
Kolkedjor med minst en amingrupp (-NH2) som funktionell grupp. Allmän formel: R-NH2

#### Nomenklatur
Aminer har ändelsen -amin och kolatomen där amingruppen(erna) är bunden måste anges. Exempel: 2-butylamin

### Nitroföreningar

#### Funktionell grupp
Kolkedjor med minst en nitrogrupp (-NO2) som funktionell grupp. Allmän formel: R-NO2

#### Nomenklatur
Nitroföreningar innehåller "nitro" för att visa på nitrogrupperna. Exempel: 2,4,6-trinitrotoluen

### Aldehyder

#### Funktionell grupp
Kolkedjor innehållande en karbonylgrupp (-C=O) som funktionell grupp, där karbonylgruppen och karbonylkolet binder till endast en kolkedja och en väteatom. Allmän formel: R-CH=O

#### Nomenklatur
Aldehyder har ändelsen -al och kolatomen där aldehydgruppen(erna) är bunden måste anges. Exempel: 2-butanal

### Ketoner

#### Funktionell grupp
Kolkedjor innehållande en karbonylgrupp (-C=O), då kallad ketogrupp, som funktionell grupp, där ketogruppen och karbonylkolet binder samman två kolkedjor. Allmän formel: R-C(O)-R′

#### Nomenklatur
Ketoner har ändelsen -on och kolatomen där ketogruppen(erna) är bunden måste anges. Exempel: 2-butanon

### Karboxylsyror

#### Funktionell grupp
Kolkedjor innehållande en karboxylgrupp (-COOH) som funktionell grupp. Allmän formel: R-COOH
- Fettsyror, en karboxylsyra med en minst 4 kolatomer lång kolkedja. Allmän formel: CH3(CH2)nCOOH (n ≥ 2, n {\displaystyle \in \mathbb {N} })[16]

#### Nomenklatur
Karboxylsyror har ändelsen -syra och kolatomen där karboxylgruppen(erna) är bunden måste anges. Exempel: 2-butansyra

### Estrar

#### Funktionell grupp
Kolkedjor som innehåller både en karboxylgrupp (-COOH) och en etergrupp (-O-). Allmän formel: R-C(O)-O-R′

#### Nomenklatur
Estrars systematiska namn bildas av en alkylgrupp sammansatt med karboxylsyrans anjon, och har ändelsen -oat. Exempel: Etylmetanoat

## Organiska ämnesklassers reaktioner

### Substitutionsreaktion
Substitutionsreaktioner sker när reaktanterna utbyter funktionella grupper. För att en substitution ska kunna ske måste en av reaktanterna innehålla en atom med ett någorlunda fritt elektronpar som kan doneras. Den donerande molekylen kallas nukleofil och den mottagande molekylen kallas elektrofil. Elektronparet doneras från ena reaktanten till den andra i ett så kallat övergångstillstånd, eller aktiverat komplex. När reaktanterna befinner sig i ett aktiverat komplex bryts bindningarna till den lämnande gruppen samtidigt som det skapas en bindning till nukelofilen.

#### SN2-reaktion
SN2-reaktion, kort för bimolekylär nukleofil substitution, innebär att det är en substitutionsreaktion av andra ordningen, eftersom substitutionens reaktionshastighet är beroende av båda reaktanternas koncentrationer. Genom att kolla på reaktionsmekanismen kan vi se hur substitutionen går till.

Reaktionsmekanism för en S_{N}2-substitution

1. Den negativt laddade hydroxidjonen som är nukelofil skapar en bindning genom en nukelofil attack med brommetanmolekylens positivt laddade kolatom i ett aktiverat komplex.
2. I det aktiverade komplexet binder kolatomen med fem bindningar, vilket i normala förhållande aldrig kommer ske. I övergångstillståndet 'hoppar' elektronparet i bindningen mellan bromatomen och metylmolekylen upp på bromatomen och den lämnar som en bromidjon.
3. Produkterna blir alkoholen metanol och den lämnande gruppen, vilket är bromidjonen.

#### SN1-reaktion
SN1-reaktion, kort för monomolekylär nukleofil substitution, innebär att det är en substitutionsreaktion av första ordningen, eftersom substitutionens reaktionshastighet är beroende av endast den ena reaktantens koncentration. Genom att kolla på reaktionsmekanismen kan vi se hur substitutionen går till. SN1-reaktioner sker i två steg eftersom det finns ett steriskt hinder som hindrar nukleofilen från att utföra en nukelofil attack.

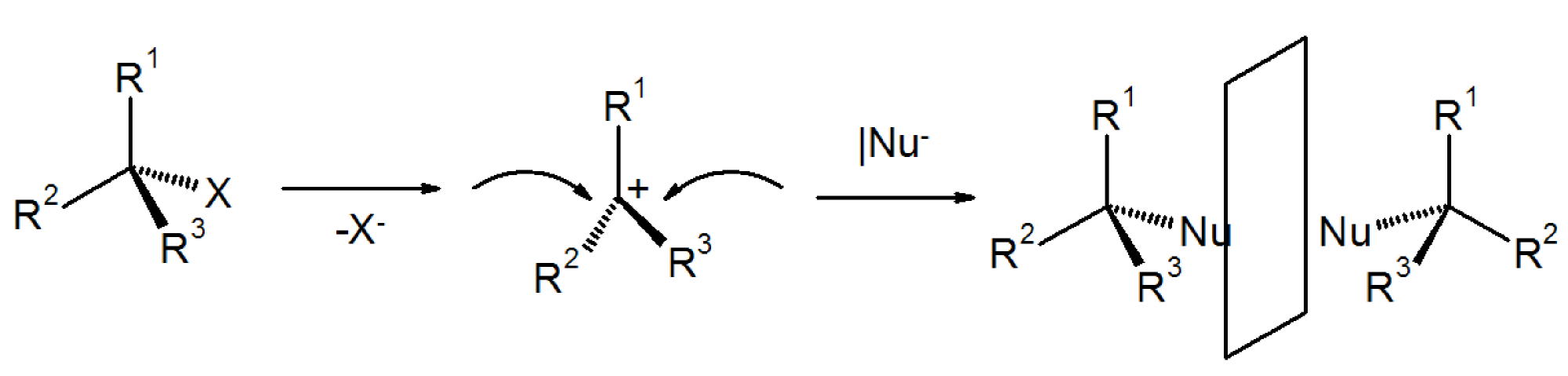
Reaktionsmekanism för en S_{N}1-substitution

1. Reaktanten sönderdelas, den lämnande gruppen (x-) lämnar och kvar blir en karbokatjon, C(R)3+.
2. Karbokatjonen saknar ett steriskt hinder vilket tillåter nukelofilen (Nu-)att binda till karbokatjonen genom en nukelofil attack. Då bildas produkterna C(R)3Nu och x-.

Beroende på vilken karbokatjon som bildas kommer antingen SN1 eller SN2 att dominera.
| Stabilitet       | Karbokatjon | Strukturformel | Steriskt hinder | Dominerande reaktion |
| ---------------- | ----------- | -------------- | --------------- | -------------------- |
| Väldigt instabil | -           | CH3+           | Inget           | SN2                  |
| Instabil         | Primär      | C(H)2R+        | Litet           | SN2                  |
| Ganska instabil  | Sekundär    | CH(R)2+        | Mellan          | SN2                  |
| Mindre instabil  | Tertiär     | C(R)3+         | Stort           | SN1                  |

Reaktionsmekanismen i figuren bildar en tertiär karbokatjon, vilket innebär att SN1-reaktionen dominerar. Reaktionshastigheten är till störst del beroende av det första steget, eftersom det är långsammare än det andra. Därför dominerar SN1-reaktioner endast då karbokatjonen som bildas är stabil nog, det vill säga tertiär.

### Additionsreaktion
Additionsreaktioner beskriver då två molekyler förenas för att bilda en produkt. Detta sker när en elektronparsbindning mellan två kolatomer i en alken eller alkyn bryts och ersätts av enkelbindningar till två små molekyler, vanligtvis väte.

### Eliminationsreaktion
Eliminationsreaktioner är motsatsen till additionsreaktionerna. Två molekyler delar på sig för att bilda en produkt. Enkelbindningarna till två små atomer bildar en elektronparsbindning mellan två av kolatomerna för att bilda antingen en dubbel- eller trippelbindning.